# Cottus (geslacht)
Cottus is een geslacht van vissen uit de familie van de donderpadden (Cottidae).
FishBase onderscheidt 14 soorten in Europa, drie soorten in zowel Europa als West-Azië, 12 soorten in Azië en 31 soorten in Noord-Amerika van het geslacht Cottus (zoetwaterdonderpadden). Negen soorten uit Europa zijn pas in 2005 als aparte, soms typisch endemische, soorten ontdekt. Daarvoor werden zij beschouwd als Cottus gobio. Deze zoetwaterdonderpadden (Sculpins in het Engels) zijn bewoners van koudwaterbeekjes die zeer geïsoleerd in één bepaalde niche leven en vaak kwetsbare populaties vormen omdat zij zich niet snel over een groot gebied kunnen verbreiden.

## Soorten
- Cottus aleuticus Gilbert, 1896
- Cottus altaicus Kaschenko, 1899
- Cottus amblystomopsis Schmidt, 1904
- Cottus asper Richardson, 1836
- Cottus asperrimus Rutter, 1908
- Cottus aturi Freyhof, Kottelat & Nolte, 2005
- Cottus baileyi Robins, 1961
- Cottus bairdii Girard, 1850
- Cottus beldingii Eigenmann & Eigenmann, 1891
- Cottus bendirei (Bean, 1881)
- Cottus caeruleomentum Kinziger, Raesly & Neely, 2000
- Cottus carolinae (Gill, 1861)
- Cottus chattahoochee Neely, Williams & Mayden, 2007
- Cottus cognatus Richardson, 1836
- Cottus confusus Bailey & Bond, 1963
- Cottus czerskii Berg, 1913
- Cottus duranii Freyhof, Kottelat & Nolte, 2005
- Cottus dzungaricus Kottelat, 2006
- † Cottus echinatus Bailey & Bond, 1963
- Cottus extensus Bailey & Bond, 1963
- Cottus girardi Robins, 1961
- Cottus gobio Linnaeus, 1758
- Cottus greenei (Gilbert & Culver, 1898)
- Cottus gratzianowi Sideleva, Naseka & Zhidkov, 2015
- Cottus gulosus (Girard, 1854)
- Cottus haemusi Marinov & Dikov, 1986
- Cottus hangiongensis Mori, 1930
- Cottus hispaniolensis Bacescu & Bacescu-Mester, 1964
- Cottus hubbsi Bailey & Dimick, 1949
- Cottus hypselurus Robins & Robison, 1985
- Cottus immaculatus Kinziger & Wood, 2010
- Cottus kanawhae Robins, 2005
- Cottus kazika Jordan & Starks, 1904
- Cottus klamathensis Gilbert, 1898
- Cottus koreanus Fujii, Choi & Yabe, 2005
- Cottus koshewnikowi Gratzianov, 1907
- Cottus kuznetzovi Berg, 1903
- Cottus leiopomus Gilbert & Evermann, 1894
- Cottus marginatus (Bean, 1881)
- Cottus metae Freyhof, Kottelat & Nolte, 2005
- Cottus microstomus Heckel, 1837
- Cottus nasalis Berg, 1933
- Cottus nozawae Snyder, 1911
- Cottus paulus Williams, 2000
- Cottus perifretum Freyhof, Kottelat & Nolte, 2005 – Rivierdonderpad
- Cottus perplexus Gilbert & Evermann, 1894
- Cottus petiti Bacescu & Bacescu-Mester, 1964
- Cottus pitensis Bailey & Bond, 1963
- Cottus poecilopus Heckel, 1837
- Cottus pollux Günther, 1873
- Cottus princeps Gilbert, 1898
- Cottus reinii Hilgendorf, 1879
- Cottus rhenanus Freyhof, Kottelat & Nolte, 2005 – Beekdonderpad
- Cottus rhotheus (Smith, 1882)
- Cottus ricei (Nelson, 1876)
- Cottus rondeleti Freyhof, Kottelat & Nolte, 2005
- Cottus sabaudicus Sideleva, 2009
- Cottus scaturigo Freyhof, Kottelat & Nolte, 2005
- Cottus schitsuumsh Lemoine, Young, Mckelvey, Eby, Pilgrim & Schwartz, 2014
- Cottus sibiricus Kessler, 1889
- Cottus specus Adams & Burr, 2013
- Cottus spinulosus Kessler, 1872
- Cottus szanaga Dybowski, 1869
- Cottus tallapoosae Neely, Williams & Mayden, 2007
- Cottus tenuis (Evermann & Meek, 1898)
- Cottus transsilvaniae Freyhof, Kottelat & Nolte, 2005
- Cottus volki Taranetz, 1933

## Noot
1. ↑  SpeciesList Cottus in FishBase (downloaded 9 aug. 2010)
2. ↑  Maurice Kottelat & Jörg Freyhof: Handbook of European Freshwater Fishes. 2007, ISBN 978-2-8399-0298-4.